# Somogyhatvan
Somogyhatvan é um município da Hungria, situado no condado de Baranya. Tem 13,52 km² de área e sua população em 2019 foi estimada em 348 habitantes.